# 钦差大臣 (喜剧)

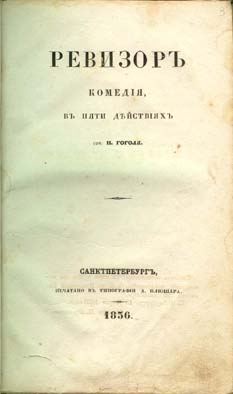
初版扉页

《钦差大臣》（俄语：Ревизор）是俄国作家尼古莱·果戈理的创作的一部五幕喜剧，根据果戈理好友普希金的轶闻改编，历时两个月创作而成。戏剧首次上演于1836年，1942年进行了第二次修订。戏剧讽刺性极强，讽刺了人的贪婪与非理性，和帝国时代俄罗斯的政治腐败。

## 主要人物
- 安东·安东诺维奇·斯克沃兹尼克—德姆哈诺夫斯基——市长
- 安娜·安德烈耶夫娜——市长的妻子
- 玛利亚·安东诺夫娜——市长的女儿
- 卢卡·卢基奇·赫洛波夫——督学
- 其妻子
- 阿莫斯·费奥多罗维奇·利亚普金·佳普金——法官
- 阿尔捷米·菲利波维奇·泽姆利亚尼卡——慈善医院院长

- 伊万·库兹米奇·施佩金——邮政局长

- 彼得·伊万诺维奇·道勃钦斯基、彼得·伊万诺维奇·鲍勃钦斯基——本城地主
- 伊万·亚历山德罗维奇·赫利斯达科夫——彼得堡来的官员
- 奥西普——其仆
- 克里斯蒂安·伊万诺维奇·基勃涅尔——县医生
- 费奥多尔·安德烈耶维奇·留留科夫、伊万·拉扎列维奇·拉斯达可夫斯基、斯捷潘·伊万诺维奇·科罗布金——退职的官员，本城的名流
- 斯捷潘·伊里奇·乌霍维尔托夫——警察分局局长
- 斯维斯图诺夫、普戈维钦、杰尔日莫尔达——警察
- 阿布杜林——商人
- 费夫罗尼娅·彼得罗夫娜·波什列普金娜——钳工的女人
- 士官的妻子
- 米什卡——市长的仆人
- 旅馆的仆人
- 男女宾客们、商人、小市民、上访者